# Musca murina
Musca murina este o specie de muște din genul Musca, familia Syrphidae. A fost descrisă pentru prima dată de Franz Paula von Schrank în anul 1776.
Este endemică în Austria. Conform Catalogue of Life specia Musca murina nu are subspecii cunoscute.